# Егзорпик
Егзорпик представља обичај отуђивање имања тако што се оно даје у мираз. 
У Византијском царству егзоприка је означавала личну имовину супруге која није улазила у мираз. У повељи краља Милутина манастиру Светог Ђорђа код Скопља забрањује се екзоприк, односно давање мираза изван манастирских села.

## ЛИТЕРАТУРА
- Ст. Новаковић, Законски споменици, 615, 616; Споменици за средновековната и поновата историја на Македонија I, Скопје 1975, 227, 228, 231.
- К. Јиречек, Историја Срба II, 128; Споменици на Македонија I, 151, 227 н. 83 (В. Мошин - Л. Славева - К. Илиевска); Е. Кпагаз, Лепсо  (1100-1669) VI, 1978, 164.

1. ↑  „ЛЕКСИКОН СРПСКОГ СРЕДЊЕГ ВЕКА” (PDF) (на језику: српски). Приступљено 2023-04-11.